# Quatrième circonscription législative de Lettonie

Carte de la circonscription

La Quatrième circonscription législative de Lettonie est une circonscription électorale lettone. Cette circonscription se compose de six districts : Aizkraukles, Bauskas, Dobeles, Jelgavas, Jēkabpils, Ogres.
Elle est représentée par 15 sièges à la Saeima.